# Хуссейнпур
Хуссейнпур (бенг. হোসেনপুর, англ. Hossainpur) — город на востоке Бангладеш, административный центр одноимённого подокруга. Площадь города равна 4,51 км². По данным переписи 2001 года, в городе проживало 13 754 человека, из которых мужчины составляли 51,84 %, женщины — соответственно 48,16 %. Плотность населения равнялась 3049 чел. на 1 км². Уровень грамотности населения составлял 30,1 % (при среднем по Бангладеш показателе 43,1 %). 